# FF USV Jena

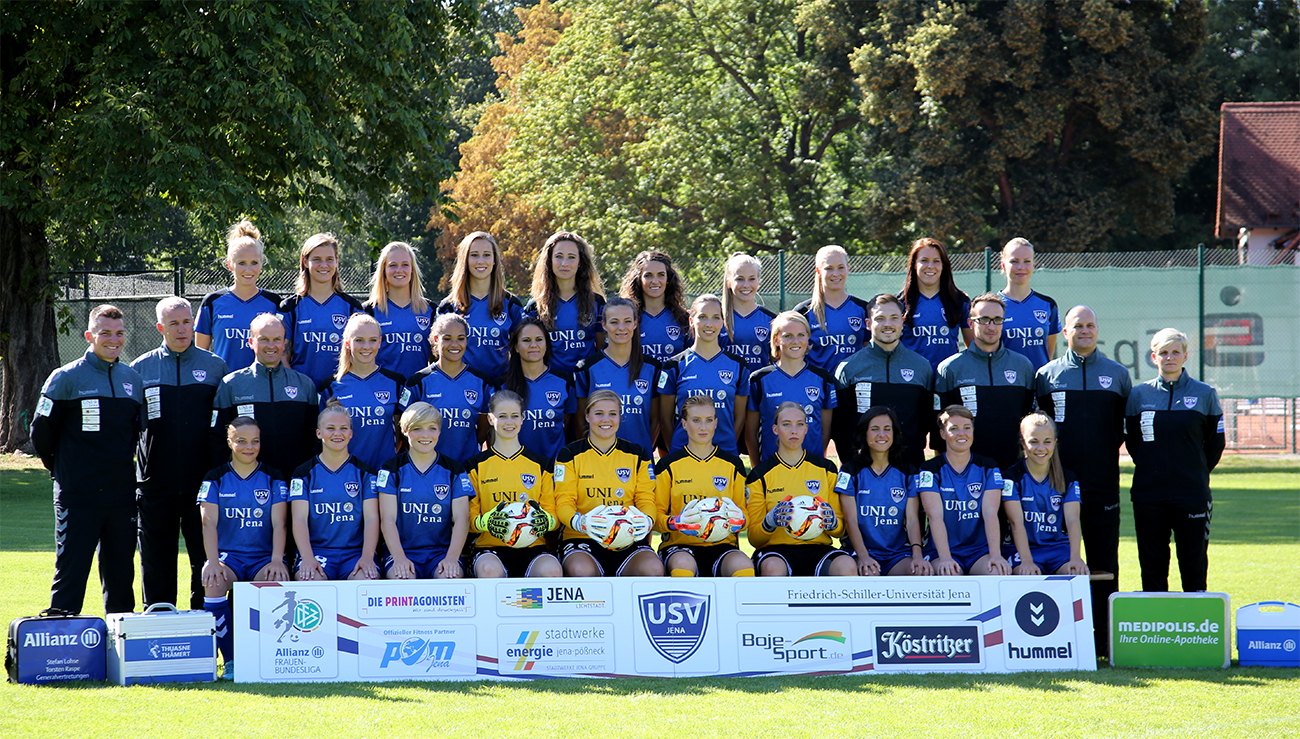
Imagen de presentación del equipo FF USV Jena al inicio de la temporada

El FF USV Jena (Frauenfußball Universitätssportverein Jena) es un equipo de fútbol femenino alemán patrocinado por la Universidad de Jena. Juega en la 2. Bundesliga Femenina, la segunda división del fútbol femenino en Alemania.
El USV ganó la última liga de la RDA en 1991. Tras la reunificación jugó la Bundesliga en 1993, pero descendió. 
Regresó a la Bundesliga en 2008. En 2010 llegó a la final de Copa, pero la perdió contra el FCR Duisburgo.
Juega en el Ernst-Abbe-Sportfeld de Jena, y viste de azul.

## Títulos
- 1 Liga (RDA): 1991
- Copa: Subcampeón en 2010

## Plantilla
- Porteras: Franziska Ippensen,  Stenia Michel, Klara Muhle
- Defensas: Julia Arnold, Laura Brosius,  Abby Erceg, Sara Löser, Marie Luise Ludwig,  Ria Percival, Jofie Stübing
- Centrocampistas: Madlen Frank,  Lara Keller, Maxi Krug, Maxi Lehnard, Louisa Lagaris,  Iva Landeka, Elisa Müller, Vanessa Müller, Julia Rössner, Carolin Schiewe, Susann Utes, Vivien Veil
- Delanteras: Marie Cristin von Carlsburg,  Amber Hearn, Sabrina Schmutzler, Lisa Seiler